# Aili Konttinen
Aili Konttinen, född 4 mars 1906 i Viborg, död 1 september 1969 i Vichtis, var en finländsk författare.
Konttinen arbetade som folkskollärare hela sitt liv, längsta tiden i Vichtis 1941–1963, och fick uppslag till böckerna genom sitt yrke. Hon debuterade på 1930-talet och blev efter andra världskriget känd som en förnyare av den finska barnboken och en framstående skildrare av efterkrigstidens förhållanden, betraktade med barnens ögon.
Konttinens mest betydande och även mest översatta bok är romanen Inkeri palasi Ruotsista (1947, svensk översättning När Inkeri kom hem, 1961), som handlar om ett krigsbarnsöde och renderade henne det första Topeliuspriset för ungdomsböcker 1948. Hon erhöll Topeliuspriset även år 1949 för ungdomsboken Hymyile, Krisse, Hon gav även ut en femdelad Kalevala för barn 1958–1966 under titeln Lasten kultainen Kalevala.
Aili Konttinen mördades 1969 på sitt sommarviste i Vichtis av en av sina före detta elever.